# Терранова, Тициана
Тициана Терранова (итал. Tiziana Terranova; род. 1967) — итальянский теоретик и активист, чья работа сосредоточена на изучении воздействия информационных технологий на общество через такие понятия, как цифровой труд и общественное достояние (commons). Терранова опубликовала монографию «Сетевая культура. Политика для информационного века». Политика в информационную эпоху, а также более обширное количество очерков и речей, и выступала в качестве основного докладчика на нескольких конференциях. Она читает лекции по цифровым медиа культурам и политике на факультете гуманитарных и социальных наук в Университете Неаполя L’Orientale, в также является членом бесплатной университетской сети Euronomade и кооперативного активистского фонда Robin Hood Minor Asset Management Cooperative.

## Теории
Возможно, наиболее известной частью работы Террановой является её тезис, сформулированный в начале 2000-х годов, что бесплатный труд пользователей является источником экономической ценности в цифровой экономике. Свободный труд как концепция коренится в итальянских пост-рабочих и автономистских трудовых стоимостных теориях, таких как перечитывание Паоло Вирно концепции Маркса об общем интеллекте, теория социальной фабрики Антонио Негри и концепция нематериального труда Маурицио Лаззарато. Бесплатный труд является бесплатным как в том смысле, что работники предоставляют его добровольно, так и в том смысле, что он не оплачивается бенефициарами труда (такими, как компании в социальных сетях). Таким образом, бесплатный труд является лишь наиболее экстремальной формой общественного труда, получающего очень небольшую денежную компенсацию или её отсутствие. Например, Терранова описывает университет как «рассеянную фабрику»: «открытую систему, открывающуюся для более широкого поля случайной и недоплачиваемой „социализированной рабочей силы“».
В цифровой экономике свободный труд не ограничивается таковым для определённого класса «работников умственного труда», но обычно относится к коллективной работе по производству знаний. Это понятие, аналогичное понятию «коллективного разума», которое проявляется, например, в Интернете, посредством написания, чтения, управления и участия в онлайн-сообществах, и используя в качестве примера обновленные списки рассылки, чаты и веб-сайты пользователями. В этом смысле учитывается не только интеллектуальная работа творческих работ, но и широкий спектр культурной и эмоциональной работы, ценность которой отражается капиталом в цифровой экономике. Из большого объёма работы, необходимой для поддержания Интернета, подавляющее большинство не платят, и только небольшая часть сверхкомпенсирована логикой рискового капитала.
Тем не менее, Терранова утверждает, что свободная работа не обязательно является эксплуатируемой работой, поскольку она часто выполняется в рамках обмена между людьми. Её идея «бесплатной работы» включает в себя как эксплуатируемую, так и неиспользованную общественную работу. Для Террановы эта концепция работы также подразумевает отказ от идентификации работы с оплачиваемой работой.
Другим фундаментальным аспектом её теории является значение Интернета в позднем капитализме. Интернет не будет ни прорывом капитализма, ни простой преёмственностью. Для Террановы это представляет собой усиление капитализма в рамках более широкой экономической и культурной логики. Она также утверждает, что неиерархические сети с открытым доступом, свободными ассоциациями и некоммерческими P2P-сетями могут обеспечить форму рынков, совместимых с анархо-коммунизмом.

## Избранная библиография

### Книги
- Network Culture. Politics for the Information Age — Pluto Press, London 2004.

### Очерки и речи
- Free Labor: Producing Culture for the Digital Economy[2] — Summer 2000.[3]
- Failure to comply. Bioart, security and the market[4] — Transversal, June 2007.
- Netwar 2.0: the convergence of streets and networks[5] — Le Monde diplomatique, March 2012.
- Attention, Economy and the Brain[6] — Culture Machine, Vol 13 (2012).
- Red Stack Attack[7] — Effimera, February 2014.
- Keynote: Capture All Work[8] — 29 January 2015.